# Карнеї
Карнеї (грец. Κάρνεια) — спартанське свято на честь Аполлона Карнейського. Урочистості відбувалися в серпні — вересні протягом дев'яти днів і мали військовий характер. У VII століття до н. е. до карнеїв уведено музичні змагання.